# Steirastoma marmoratum
Steirastoma marmoratum là một loài bọ cánh cứng trong họ Cerambycidae.